# Дар ес-Салаам
Дар ес Салаам (на арабски: دار السلام или Дом на мира, правопис по американската система BGN Dar es Salaam, старо име Мзизима, Mzizima) е най-големият град в Обединена Република Танзания. Той е столица на страната до 2003 г.
Градът е разположен в залив на брега на Индийския океан.
Населението на града бързо се увеличава и наброява 4 364 541 жители през 2012 г. Жителите са предимно потомци на народностната група банту, също араби, индуси, както и малко европейци. Говори се предимно на суахили и английски език.
На 9 декември 1961 г. Дар ес Салаам е обявен за столица на независима Танганайка, а от април 1964 г. – на обединената държава Танганайка и Занзибар (днешната Обединена република Танзания). Град Додома е обявен за нова столица от 2003 г.
Дар ес Салаам е най-големият търговско-промишлен и културен център на страната. Има много промишлени предприятия за преработка селскостопанска продукция и месо, за замразяване на риба и производство на консерви. В града работят пивоварни, фабрика за производство на тютюн и др. Има петролна рафинерия, завод за производство на цимент, химически заводи и предприятие за монтаж на леки и товарни автомобили. Тук са съсредоточени повече от 65% от промишлеността на страната.
Градът е най-значимият транспортен център в републиката. Има пристанище, преминават няколко автомагистрали, свързан е с добре развита железопътна мрежа. Близо до града е разположено международното летище „Муалиму Дж. К. Ниерере“.
Там се намира резиденцията на президента на Танзания. Има университет, много добре подредени етнографско-исторически колекции в националния музей и много добре уредена ботаническа градина с ценни дървесни видове.

## Побратимени градове
- Самсун, Турция
- Иу, Китай